# Contea di Hudson
La contea di Hudson, in inglese Hudson County, è una contea del nord-est del New Jersey negli Stati Uniti. Il capoluogo è Jersey City. Fa parte dell'area metropolitana di New York.

## Geografia fisica
La contea confina a nord-ovest ed a nord con la contea di Bergen, ad est il fiume Hudson e l'Upper Bay segnano il confine con la contea di New York e di Kings dello stato di New York, a sud lo stretto di Kill Van Kull la separa dalla contea di Richmond dello Stato di New York, a sud-ovest si affaccia sulla baia di Newark e ha un confine marittimo con la contea di Essex e di Union, a ovest segnano il confine i fiumi Hackensack e Passaic.
Il territorio è costituito in larga parte da una pianura costiera. Solo lungo la sponda dell'Hudson si elevano i rilievi meridionali dei New Jersey Palisades che raggiungono la massima elevazione di 79 metri. Parte dei confini occidentali sono delimitati dai fiumi Passaic e Hackensack. L'area della contea compresa tra tali fiumi è prevalentemente paludosa.
La contea include le acque che circondano Ellis Island e Liberty Island: Liberty Island appartiene allo Stato di New York, mentre Ellis Island è co-amministrata dagli Stati di New York e New Jersey.
La contea è la più piccola dello Stato ma è densamente popolata. Il capoluogo di contea è Jersey City, la seconda città dello Stato per popolazione, posta sulla sponda occidentale del fiume Hudson. La contea è collegata allo Stato di New York con i tunnel Lincoln e Holland. Altri centri importanti sono Hoboken, Bayonne e Union City.

## Storia
Nel 1609 Henry Hudson raggiunse con la Half Moon la baia di New York, al tempo abitata dai nativi Lenape. Nel 1630 fu intrapreso l'insediamento di Pavonia sulla riva occidentale del fiume Hudson. L'insediamento di Pavonia venne distrutto dagli indiani nel 1643 e nel 1655. Nel 1660 fu fondata la township di Bergen.
Nel 1804 Robert Fulton fondò il suo cantiere nautico a Jersey City e nel 1812 varò il battello a vapore "The Jersey". Nel 1836 il "Canale Morris" raggiunse Jersey City. Nel [840 venne istituita la contea di Hudson, che deve il suo nome proprio all'esploratore. La contea ebbe nel XIX e nel XX secolo un notevole sviluppo industriale e attrasse un gran numero di emigranti. Nel 1927 venne inaugurato l'Holland Tunnel che facilitò i collegamenti con Manhattan.

## Comuni

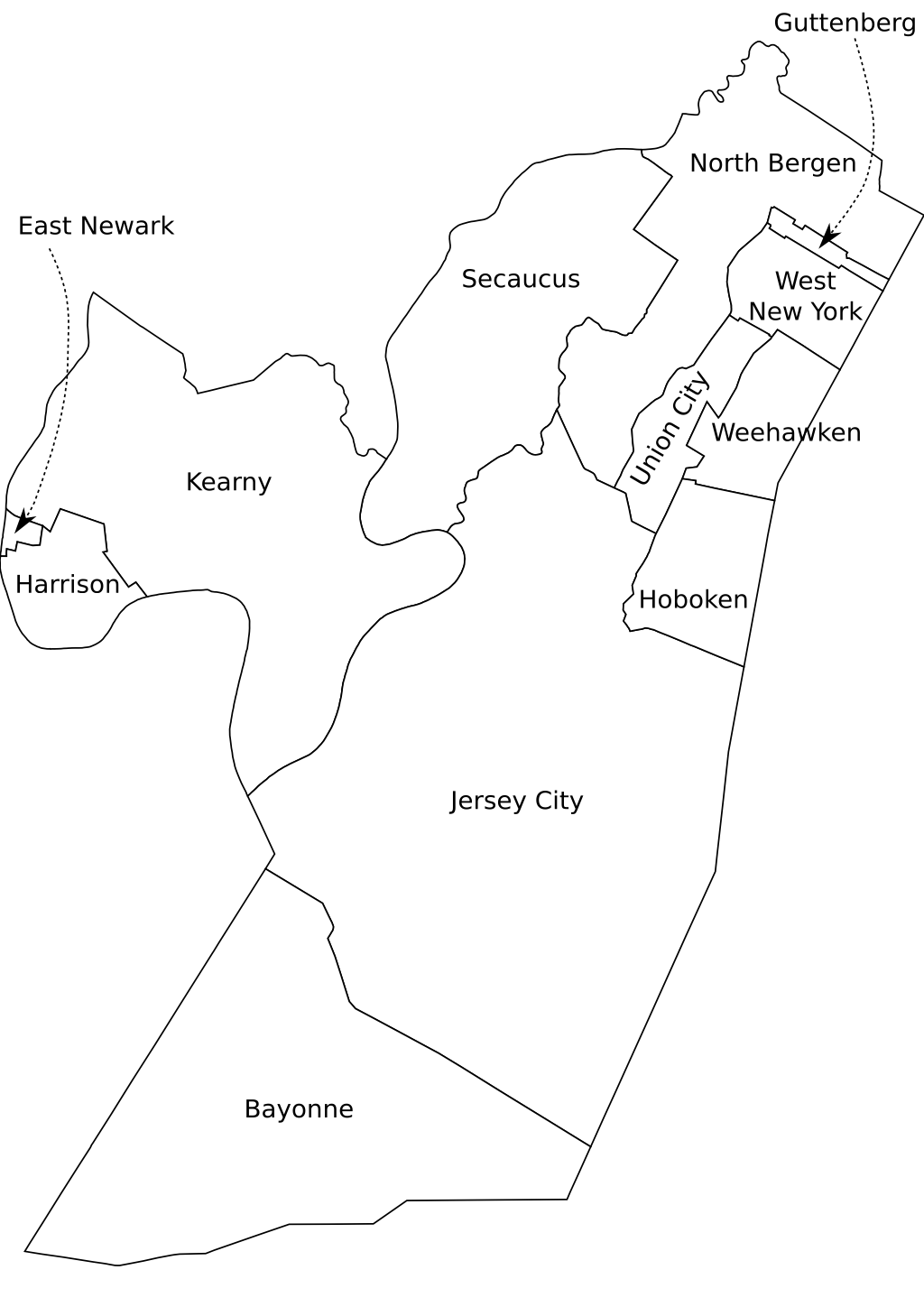
La suddivisione della Contea di Hudson

- Bayonne - city
- East Newark - borough
- Guttenberg - town
- Harrison - town
- Hoboken - city
- Jersey City - city
- Kearny - town
- North Bergen - township
- Secaucus - town
- Union City - city
- Weehawken - township
- West New York - town